# 2019冠状病毒病疫情引发的经济衰退
冠狀病毒衰退，又被稱為“大封鎖”，是指由於2019冠状病毒病疫情而引起的全球經濟衰退， 大多經濟體的衰退始於2020年2月。疫情爆發前一年的2019年已見全球經濟增長放緩，消費者活動停滯不前，而2020年全球採取的封鎖和其他預防措施直接使全球經濟陷入危機。在疫情爆發的七個月內，每個發達經濟體都陷入了經濟衰退。2020年第二季度，欧元区GDP增速同比萎缩15%，环比下降12.1%。法国二季度经济增速同比下降19%，环比下降13.8%，创第二次世界大战后最大跌幅。德国二季度GDP增速同比环比均大跌逾10%。
經濟衰退的第一個主要跡象是2020年的全球股市崩盤，主要股市指數在2月下旬和3月下跌了 20% 至 30%，到4月上旬開始恢復，到2020年底，許多市場指數已經恢復甚至創下新紀錄。2020年9月，每個發達經濟體都處於衰退或蕭條中，而除了中國及越南等少數外，所有新興經濟體都處於衰退中。2022年4月，大多數主要經濟體的GDP才恢復或超過疫情前水平。世界銀行的模型表明，在某些地區，直到2025年或以後才能實現全面復甦。
在經濟衰退期間，許多國家的失業率異常高且迅速上升。 到2020年10月，美國已有超過1000萬失業人口需要國家的失業金支援生計。聯合國在2020年4月預測，到 2020 年第二季度，全球將減少6.7%的工作時間，相當於1.95億全職工人失業。在一些國家，失業率預計將在10%左右，受疫情影響更嚴重的國家失業率更高發展中國家也受到匯款減少的影響，並加劇與COVID-19大流行相關的飢荒。
經濟衰退和隨之而來的2020年俄羅斯-沙特阿拉伯石油價格戰導致油價下跌， 旅遊業、酒店業和能源業崩潰，消費者活動下滑。而經濟體在疫情高峰後出現經濟大幅反彈，全球需求激增，特別是在亞洲能源需求強勁，结果反而造成了2021年出現全球能源危機。 

## 背景

### 企業債務泡沫
自2007年－2008年環球金融危機以來，企業債務大幅增加，從2009年佔世界生產總值的 84% 上升到 2019 年的 92%，即約72萬億美元。在全球最大的八個經濟體——中國、美國、日本、英國、法國、西班牙、意大利和德國——2019 年的企業債務總額約為 51 萬億美元，而 2009 年為 34 萬億美元。如果經濟環境惡化，債務水平高的公司將面臨無法向貸方支付利息或為債務再融資的風險，從而迫使它們進行重組。國際金融協會在2019年預測，即使如果下一場經濟衰退的嚴重程度只是2008年危機的一半，非金融公司也將會欠下19萬億美元的債務，而這些公司沒有收入來支付它們發行的債務的利息。麥肯錫全球研究所在2018年警告稱，最大的風險將來自印度和巴西等新興市場，這些市場25-30%的債券由高風險公司發行。

### 2019年全球經濟放緩
2019年，國際貨幣基金組織報告稱，世界經濟正在經歷“同步放緩”，這是自全球金融危機以來的最低速度。隨著全球市場開始受到製造業活動“急劇惡化”的影響，消費市場出現裂痕。全球增長被認為在 2017 年達到頂峰，當時世界工業總產值在 2018 年初開始持續下降。國際貨幣基金組織將“貿易和地緣政治緊張局勢加劇”歸咎於經濟放緩的主要原因，並指出英國退歐和中美貿易戰是 2019 年經濟放緩的主要原因，而其他經濟學家則將其歸咎於流動性問題。2019年4月，美債收益率曲線倒掛，引發全球對2020年經濟衰退的擔憂。歐盟和美國不斷上升的債務水平一直是經濟學家關注的問題，在2019年經濟放緩期間這種擔憂加劇，經濟學家開始警告下一次金融危機期間會出現“債務炸彈”，2019年的債務比 2007-2008 年金融危機期間高出50%。經濟學家認為這種增加的債務是導致經濟衰退期間全球經濟和企業債務違約的原因。 2019年9月，美聯儲開始以投資者的角色進行干預回購市場提供資金，隔夜回購利率在此期間飆升至前所未有的 6% 以上，引發經濟衰退的擔憂。

### 英國脫歐
在歐洲，由於英國退出歐盟的不確定性，歐盟區經濟受到阻礙。 英國和歐盟的增長在2019年英國退歐前停滯不前，這主要是由於政治人物和旨在反對、扭轉或以其他方式阻礙2016年英國退歐公投的運動導致脫歐的不確定性和延期。許多企業離開英國進入歐盟，這給英国造成貿易損失和經濟下滑。

### 中美貿易戰
美國總統唐納德特朗普宣稱因為「中國不公平貿易做法」，導致美國不斷增長的貿易逆差。因此，他在2018年向中國單方面展開貿易戰，對數千億美元價值的中國貨品開徵高額關稅和其他貿易壁壘指示，中國隨即反擊對相同價值的美國貨品開徵同等關稅，中美貿易戰爆發。貿易戰對全球經濟及供應鏈造成了重大損害，造成各國經濟體的狀況不穩定。
在美國，貿易戰給美國農民和製造商帶來了困難，也給消費者帶來了更高的價格，導緻美國製造業在2019年進入“溫和衰退”。貿易戰在其他國家也造成了經濟損失，由於貿易戰導致運輸和能源價格飆升而在智利和厄瓜多爾發生的暴力抗議活動，也導致了股市的不穩定。中國和美國雖採取一定措施緩解損害，但兩國針鋒相對的情況沒有改變，更開始演變成科技戰。在冠狀病毒經濟衰退期間，貿易戰導致的消費主義和製造業低迷被認為加劇了經濟危機。

## 起因
COVID-19大流行是繼1918年西班牙流感後最衝擊性的流行，當在2019年末第一次流感大流行起來，更因此在2020年，世界正經歷經濟停滯和顯著消費低迷。大多數經濟學家認為，儘管衰退不會特別嚴重，但即將到來。由於大流行的迅速蔓延，世界各地的經濟體發起了“封鎖”以遏制大流行的蔓延。這導致各種行業和消費主義的崩潰、物價上漲，所有這些同時給銀行（利率上升）和就業帶來了巨大壓力。

## 股市暴跌
在此期間，所有G7均擁有一個基準股票市場指數十國和20國集團中的14個被宣布進入熊市。

### 第一次黑色星期一
2020年黑色星期一是發生在2020年國際金融恐慌期間的一場股災。3月9日當天全球股市大幅下挫，多個地區的股市跌幅創下次貸危機以來的紀錄。該紀錄在三天後又被黑色星期四打破。

### 黑色星期四
3月12日當天美國乃至全球大部分的股市創下自1987年黑色星期一以來最大單日百分比跌幅，和3日前發生的黑色星期一一樣，當天暴跌原因是全球新型冠狀病毒疫情的爆發。

### 第二次黑色星期一
3月16日道瓊斯指數下跌了1000點以上，標準普爾500指數期貨下跌了5％，觸發了停止交易機制。

## 各國影響

### 非洲
2020年4月，撒哈拉以南非洲進入25年來的首次衰退，而且這次持續時間將會更長。世界銀行預測，2020 年撒哈拉以南非洲地區的整體經濟將萎縮 2.1%–5.1%。非洲國家從 2000 年到 2018 年的貸款累計欠中國1520億美元，引發債務達約的風險增高。2020年6月，中國領導人習近平表示將免除向某些國家提供的部分無息貸款，以幫助非洲國家渡過經濟危機。

#### 波札那
波札那的鑽石貿易和旅遊業受到嚴重打擊。

#### 埃及
埃及經濟受COVID-19衰退嚴重打擊，特別是旅遊業，因為埃及旅遊業僱傭了十分之一的埃及人，貢獻了約5%的 GDP，但在疫情下完全中斷，而海外移民工人的匯款（佔 GDP 的 9%）預計也將下降。廉價的燃油價格和需求放緩也導致一些航運公司避開蘇伊士運河，轉而選擇好望角，從而降低了政府的過境費。

#### 埃塞俄比亞
埃塞俄比亞嚴重依賴其國家航空公司埃塞俄比亞航空公司的出口收入，但因疫情該公司已宣布暫停 80 條航線，花卉等農產品出口大幅下降。

#### 納米比亞
納米比亞中央銀行指該國經濟萎縮 6.9%，這將是自1990年獨立以來GDP的最大萎縮 。由於 125,000 個工作崗位受到影響，旅遊業和酒店業損失了260億納米比亞元。納米比亞央行還指出2020 年鑽石開採業將萎縮 14.9%，而鈾礦開採業可能萎縮 22%。

#### 贊比亞
贊比亞面臨嚴重的債務危機，幾乎一半的國家預算都用於支付利息，人們對該國是否有能力支付未來的所有款項存有疑問。

### 歐洲
作為經濟活動關鍵指標的歐洲採購經理指數在 2020年4月跌至13.5的歷史新低。通常情況下，任何低於 50 的數字都是經濟衰退的跡象。

#### 亞美尼亞
亞美尼亞經濟急劇萎縮 7.6%，抹去了 2019 年的所有增長。

#### 白俄羅斯
白俄羅斯經濟受到俄羅斯石油補貼喪失和白俄羅斯成品油價格下跌的負面影響。

#### 意大利
意大利的失業率預計將升至 11.2%，其中 51% 的人擔心 3 月份失業。意大利 2020 年第一季度 GDP 的初步估計顯示環比下降 4.7%（同比下降 -4.8%），降幅遠大於大蕭條或歐債危機期間的任何一個季度。

### 亞洲與太平洋地區

#### 中華人民共和國
由於在COVID-19爆發高峰期實施全國封鎖，2020年第一季度經濟萎縮了6.8%，環比下降10.0%，疫情重災區湖北省GDP同比下降39.2%，是中國經濟在50年來首次出現經濟收縮。2020年5月，中國國務院總理李克強宣布，中央政府歷史上首次不設定當年的經濟增長目標。不過中國政府其後快速控制了疫情，又為了進一步推動經濟復甦，撥出數千億美元用於重要基礎設施項目，並使用人口追踪政策並實施嚴格的封鎖以遏制病毒擴散，因此中國第三季度的經濟開始重新增長增長 4.9%，雖然低於分析師預期的5.2%，但確實表明中國經濟已在冠狀病毒衝擊中穩步復甦，根據國際貨幣基金組織的數據，中國成為世界第一個復甦的主要經濟體，也是唯一在2020年實現正增長的主要經濟體。。
到2020年12月，中國經濟復甦加速，工業製成品需求增加。總部設在英國的經濟與商業研究中心預測，中國“對大流行病的熟練管理”將使中國經濟在2028年超過美國，成為世界上名義GDP最大的經濟體，比此前預期的要早五年。最終2020年中國經濟增長了2.3%，是唯一在2020年實現增長的主要經濟體。2021年第一季中國經濟同比增長創紀錄的18.3%
但进入2022年，官方仍采取“动态清零”的策略应对传染力增强但毒性减弱的奥密克戎毒株，导致上海、新疆等地出现长时间全域封控的状况，并导致全年GDP增速仅录得3%，远低于官方定下的5.5%的目标。中国政府于2022年11月底逐步放宽疫情管控措施，放弃“动态清零”，经济数据有所复苏。

#### 伊拉克
伊拉克政府90%的收入來自石油，因此受油價下跌影響極大。就業市場也受到了巨大衝擊。 對石油的過度依賴使該國面臨宏觀經濟波動。 截至2021年1月，伊拉克的失業率比 COVID-19 前的12.7%高出10個百分點以上。

#### 黎巴嫩
自2019年8月以來，由於黎巴嫩鎊與美元之間的官方匯率上漲，黎巴嫩經歷了一場重大經濟危機，貝魯特的一次大規模爆炸進一步升級了這種情況加劇了該國疫情，貝魯特港口遭受了嚴重破壞，破壞了黎巴嫩的貿易，並在全國各地進行了抗議活動。

#### 大韓民國
韓國 2020 年第二季度國內生產總值 (GDP) 增長率環比下降 3.3%。 這是繼第一季度（-1.3%）之後連續第二個季度出現負增長。 這是自 1997 年亞洲金融危機後的 1998 年第一季度（-6.8%）以來 22 年零三個月以來的最低表現。 專家們指出，佔韓國經濟 40% 的出口是 1963 年以來 57 年來最差的業績報告，是負增長的主要原因。
就業市場形勢也是一大打擊， 根據國家統計局的數據，由於 COVID-19 的蔓延對就業市場造成衝擊，6 月份的就業人數比去年同期減少了 35 萬多人。 失業率飆升至1999年開始統計以來的最高水平， 特別是從事經濟活動的年輕人減少很多，失業人數達到166萬人，比上年增加12萬人。

#### 斐濟
3 月 18 日，斐濟儲備銀行降低了隔夜政策利率 (OPR)，並預測國內經濟在經歷了數十年的經濟增長後將陷入衰退。6 月 25 日晚些時候，國家銀行預測，由於與持續失業相關的消費和投資下降，斐濟經濟今年將嚴重收縮。5月份年度通貨膨脹率仍處於負值區域 (-1.7%)，預計到年底將小幅上升至1.0%。

#### 日本
在日本，2019年第4季度 GDP 環比下降 7.1%，主要受兩個因素影響， 一是政府不顧市民的反對，將消費稅從 8% 提高到 10%，另一個是颱風海貝思的破壞性影響，這是幾十年來襲擊日本大陸的最強颱風。 這是有記錄以來損失最慘重的太平洋颱風。日本對韓國的出口也受到日韓貿易爭端的負面影響，降低了總需求和 GDP 增長。 這一切都加劇了大流行對人們生活和經濟的影響，總理宣布了一項占 GDP 20% 的“大規模”刺激計劃。

#### 尼泊爾
由於數百萬尼泊爾人在國外工作，預計至少有數十萬人因在國外裁員而返回，這被稱為可能“壓倒尼泊爾國家”的“危機”。

#### 孟加拉國
孟加拉國經濟嚴重依賴製衣業和移民工人的匯款，而服裝業在疫情下受到嚴重影響，匯款預計將下降 22%。

## 國家財政對策
一些國家宣布了刺激計劃，以應對經濟衰退的影響。

## 糧食安全
與大衰退不同，預計COVID-19衰退也將影響大多數發展中國家。

## 各经济体的影响
| 经济体     | GDP影響量 (%) | 失業率 (%) | 2020年主要股市影響 (%) |
| ---------- | ------------- | ---------- | ---------------------- |
| 奥地利     | -6.0          | 4.4        |                        |
| 阿根廷     | -6.7          | 8.9        |                        |
| 比利时     | -6.3          | 5.2        |                        |
| 巴西       | -5.5          | 11.6       | -30.2                  |
| 加拿大     | -3.2          | 7.8        | -16.23                 |
| 智利       | -4.9          | 7.8        |                        |
| 哥伦比亚   | -2.7          | 12.2       |                        |
| 欧元区     | -5.9          | 7.3        | -24.3                  |
| 法国       | -5.3          | 8.1        | -26.2                  |
| 德国       | -6.0          | 3.2        | -21.4                  |
| 希腊       | -6.0          | 16.4       |                        |
| 香港       | -2.3          | 6.2        | -15.2                  |
| 以色列     | -2.3          | 3.4        | -18.2                  |
| 意大利     | -7.0          | 9.7        | -28.7                  |
| 日本       | -1.6          | 2.4        | -19.1                  |
| 马来西亚   | -1.0          | 3.3        | -13.0                  |
| 墨西哥     | -6.5          | 3.7        | -21.4                  |
| 荷兰       | -7.0          | 3.8        | -15.7                  |
| 挪威       | -6.0          | 3.8        |                        |
| 秘鲁       | -2.5          | 7.6        |                        |
| 俄罗斯     | -2.6          | 4.6        | -31.2                  |
| 沙特阿拉伯 | -3.0          | 5.7        | -22.0                  |
| 新加坡     | -3.2          | 2.3        | -20.9                  |
| 南非       | -4.0          | 29.1       | -15.7                  |
| 大韩民国   | -1.8          | 4.2        | -13.7                  |
| 西班牙     | -6.0          | 13.6       | -29.6                  |
| 瑞典       | -2.3          | 7.1        |                        |
| 中華民國   | -1.9          | 3.8        | -14.1                  |
| 泰国       | -5.9          | 1.1        | -20.1                  |
| 土耳其     | -3.5          | 13.8       | -14.2                  |
| 英国       | -4.7          | 4.0        | -23.5                  |
| 美国       | -2.9          | 4.4        | -13.4                  |

## 外部連結
- Coronavirus: A visual guide to the economic impact（页面存档备份，存于） BBC